# Karl Götz
Karl Götz (n. 11 martie  1903, Bolheim, Germania – d. 9 februarie 1989, Stuttgart) a fost un scriitor de limba germană.
A fost învățător. În Germania a editat calendarul "Schwäbischer Heimatkalender".
Din 1965 a fost membru de onoare al asociației „Württembergischer Bund für Heimatschutz” (Asociația Württemberg pentru conservarea patriei).

## Scrieri
- Wenn die Hoffnung nicht wäre, Engelhornverlag Adolf Spemann, Stuttgart [2]
- Brüder über Land und MeerSchicksale und Geschichten der Ausgewanderten. Hohenstaufenverlag 1970. ISBN 3-8056-0405-X